# X Company/Mécatwin
X Company est un préparateur moto français, basé à Montargis dans le département du Loiret en région Centre-Val de Loire.

## Historique
Franck Depoisier crée en 1986 un atelier de préparation de moto. Le petit atelier gagne ses lettres de noblesse quand l'équipe produit en très petite série des Triumph Bonneville redessinées façon X-75 Hurricane, fiabilisées.
La première réalisation est la X90, sur base de Triumph 900 Trident.
Les demandes commence à affluer et c'est ainsi que naît en 1997 la société X Company/Mécatwin.
Aujourd'hui, Mécatwin est spécialisé dans la préparation, tant esthétique que mécanique, de modèles sur base Triumph ou Harley-Davidson. La société propose également à la vente des accessoires pour modifier soi-même sa machine.

## Modèles
- 750 Bonneville améliorées

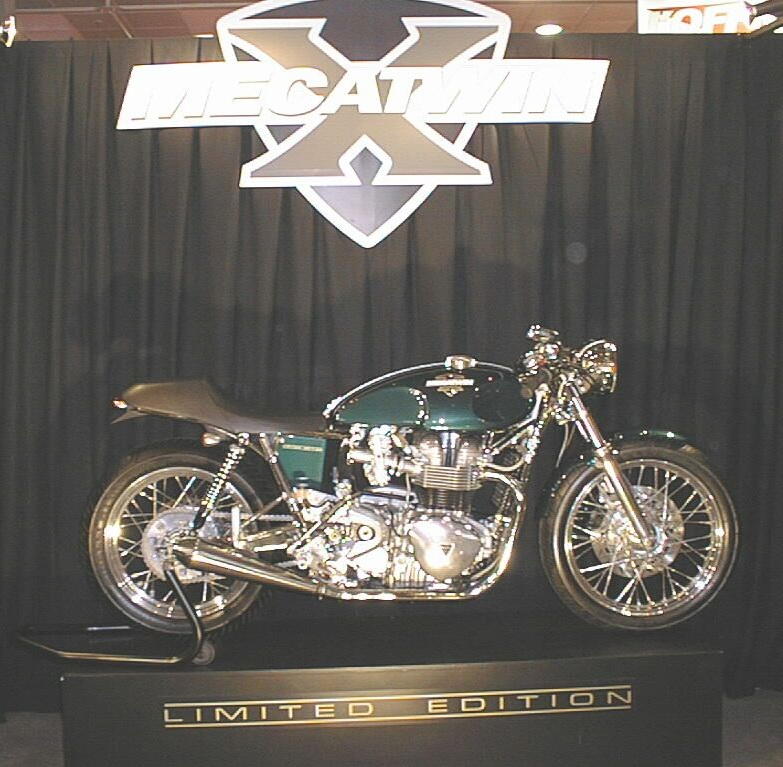
Un modèle X Company/Mécatwin sur base de Triumph.

- X90, sur base de Triumph 900 Trident
- Ascot TT, sur base de Triumph 900 Trident
- Special, sur base de Triumph 800 Bonneville
- Tracker, sur base de Triumph 800 Bonneville
- Racer, sur base de Triumph 800 Bonneville
- Bonneville TT, sur base de Triumph 800 Bonneville
- Thruxton SS, sur base de Triumph 900 Thruxton
- T-Bird Sport MT, sur base de Triumph 900 Thunderbird Sport
- XLCR Evolution, sur base de Harley-Davidson 883 ou 1200 Sportster, hommage à la Harley-Davidson 1000 XLCR Cafe Racer
- Bonneville TTR, sur base de Triumph 900 Bonneville
- Springfield, sur base de Triumph 900 Bonneville
- Thruxton GT, sur base de Triumph 900 Thruxton
- Scrambler, sur base de Triumph 900 Scrambler
- Scrambler TT, sur base de Triumph 900 Bonneville
- Rocketeer, sur base de Triumph 2300 Rocket III